# アンサルド 9トン戦車
アンサルド 9トン戦車（Ansaldo Carro da 9 t）は、1930年代（1929年～1937年）にイタリア陸軍が開発していた試作戦車である。
車種は「Carro di Rottura（突破戦車）」であり、重量区分としては、中戦車に相当する。
旋回砲塔は無く、実質的には、自走砲/突撃砲であった。後のセモヴェンテの先祖ともいえる車両であった。
1両のみの製造にとどまる。

## 概要
1929年、イタリアはイギリスから、カーデンロイド Mk.VIを輸入し、評価試験の後、C.V.29の名称で、イタリア陸軍の装備として採用した。
イタリア陸軍は、イタリア半島北部に山岳地帯を、北アフリカの植民地に広大な砂漠を抱え、軽量かつ高速な装甲車両を必要としていたのである。
C.V.29と、イタリア独自の改良発展型である、C.V.33（後のL3）の採用により、この要求は満たされた。
しかし、イタリア陸軍には、まだ足りないものがあった。それが、歩兵支援用の大口径砲を搭載した、戦車や自走砲である。
大口径砲を搭載した戦車としては、第一次世界大戦中に開発され、2両のみが製造された、17口径 65 mm 砲搭載の、FIAT2000があったが、これは、攻撃力や防御力はともかく、大重量かつあまりにも鈍足であり、イタリア陸軍の要求に合致していなかったのである。
求められる装甲車両は、大口径砲を搭載することが可能な程度に車体の大きさがありつつも、軽量かつ高速である必要があったのである。しかし、イタリア陸軍の保有する既存車両にそのようなベースとなるような物は存在しなかった。
そこで、C.V.29が採用されたのと同年の1929年、イタリア陸軍は、歩兵支援用の大口径砲を搭載した軽量かつ高速な新「戦車」の開発を開始した。
新戦車の開発に当たって、イタリアは、著名なヴィッカース＝アームストロング社ではなく、イギリスの老舗戦車メーカーである、「ウィリアム・フォスター社」と、共同開発を行うことになった。
「ウィリアム・フォスター社」が開発・設計し、イタリア国内の「アンサルド社」で製造する役割分担である。
「ウィリアム・フォスター社」は、第一次世界大戦において、マーク A 中戦車 ホイペットや、マーク C 中戦車を製造したメーカーであった。
しかし、戦争特需の消滅と市場に中古戦車が溢れていたことによる戦後における戦車需要の急減から、「ウィリアム・フォスター社」は戦車製造から長らく遠ざかっており、彼らの戦車開発技術は、第一次世界大戦当時の時代遅れなままであった。なお、本車の開発には、ウィリアム・フォスター社の主任設計者であった、ウィリアム・リグビーも関わっていた。
はたして、1932年にいったん完成した「アンサルド 9トン戦車」は、マーク A ホイペット中戦車を小型にした上で前後逆にして、固定戦闘室前面に短砲身 65 mm 砲を搭載したような、旋回砲塔もサスペンションも無い、旧態依然とした代物であった。
動力系は、当時の戦車一般と異なり、自動車のようにシャーシ上にひとまとまりになっていた。これは現代のパワーパックにも通じる斬新なアイディアのようであるが、そうではなくむしろ逆にこの戦車が、自動車のシャーシを基に装軌装甲車を開発した時代の名残の古い設計であることを示している。
車体の組立方法は、アングルフレームに装甲板をボルトとリベットの混合使用で接合する方式であり、主に下部車体はリベット留め、上部構造物はボルト留め、で製作されていた。そのため、上部構造物の装甲板は整備や改修において容易に取り外すことが可能であった。
- - アンサルド 9トン戦車のオリジナル状態（改修前）。固定戦闘室（砲郭）の正面装甲が長方形で、戦闘室側面が履帯上方に出っ張っておらず、室内が狭いのが特徴である。

- - 左側面のハッチから見たオリジナル状態の戦闘室内部。主砲の砲尾の左にあるのは、主砲とは独立して上下する望遠鏡式照準器である。さらにその左に機関銃がある。砲架の下には砲弾が取り出し易いように斜め上を向いた弾薬箱がある。カルダン砲架によって支えられた、主砲の65 mm 砲は、俯仰水平旋回ハンドルは無く、人力によって直接、向きを操作する。砲架の後尾に右手で握る撃発レバーがあるのがわかる。右上にあるのは、右側面ハッチの機銃架である。固定戦闘室に5か所ある機銃架の全てに機関銃が付いていたわけではなく、（写真に残っている限りでは）1挺の機関銃を取り外して、機銃架の間で、付け替え回したようである。これはマーク A 中戦車 ホイペットと同じ方式である。

- - 右側面のハッチから見たオリジナル状態の戦闘室内部。

- - オリジナル状態の戦闘室。非常に狭いのがわかる。また、砲架や銃尾が側面につかえて、内側に指向できない。そのため、後の改修により、固定戦闘室（砲郭）の横方向への拡張が行われた。左上は操縦手用の座席、左右下は機銃手と砲手用の座席である。

- - 主砲の10口径（推定） 65 mm 砲。フィアット2000に搭載された 17口径 65 mm 砲とは、砲身長も砲尾形状も砲架も明らかに異なる、正体不明の砲である。半球形防盾は、ボールマウント方式ではなく、カルダン砲架方式である。17口径 65 mm 砲の砲弾を流用できるのであれば、使用弾薬の種類は、徹甲弾・榴弾・榴散弾が、推定される。

- - アンサルド 9トン戦車のオリジナル状態。履帯側面は装甲板（懸架框、けんかきょう）で覆われている。

- - アンサルド 9トン戦車のオリジナル状態。上から見ると、固定戦闘室（砲郭）の天板が台形であることがわかる。

- - アンサルド 9トン戦車のオリジナル状態。側面。マーク A 中戦車 ホイペットの足回りと似ているのがわかる。サスペンションは無い。側面の溝は泥落とし（マッドシューター）。泥落としの途中に雑具箱がある。前方に誘導輪、後方に起動輪がある、後輪駆動方式である。誘導輪の位置には、誘導輪を前後に動かすことで、履帯の張り具合を調節する、テンションアジャスターがある。

- - マーク A 中戦車 ホイペット。側面。向かって右が前方である。

- - アンサルド 9トン戦車のシャーシ。右横から。後部にファイナルドライブとトランスミッション、中央にエンジン、前部にステアリングコントロール。

- - アンサルド 9トン戦車のシャーシ。斜め左後方から。

- - アンサルド 9トン戦車のシャーシ。前方から。

- - アンサルド 9トン戦車のオリジナル状態の三面図。

- - アンサルド 9トン戦車の透視図。

その後、アンサルド 9トン戦車は1930年代の間、幾度かの改修と試験を繰り返し、固定戦闘室（砲郭）の拡張（戦闘室正面の装甲板の形状が上広がりの逆台形になっているので一目でわかる）と、足回りの近代化（サスペンションの導入、履帯側面装甲板の撤去）も行われたものの、（アンサルド 9トン戦車は、時期によって、オリジナル状態の初期型、戦闘室を両横に拡張した中期型、足回りにサスペンションを導入した後期型、の、3つに大別される）、開発に時間がかかり過ぎたので、元より第一次世界大戦～1920年代の水準の旧式設計だった物が、完全に陳腐化し、他の新型戦車の開発もあって、もはや量産も期待されず、実験車両として扱われ、1930年代末にはその役目を終えた。
しかし、本車の開発は、固定戦闘室に大口径砲を搭載する、強力な武装・装甲のわりに軽量かつ低姿勢という自走砲/突撃砲の利点に関する知見を、イタリア陸軍に与え、さらに後のM11/39の開発にも影響を与えるなど、無駄では無かったと言える。ただしM11/39の開発に影響を与えたことが、結果的に好ましかったかどうかは別の問題である。
- - アンサルド 9トン戦車の最終形態（後期型）と、M11/39のプロトタイプである、10トン突破戦車。

イタリア陸軍の自走砲/突撃砲（セモヴェンテ）への志向はドイツのIII号突撃砲に刺激されたとされるセモヴェンテ da 75/18から、突然始まったわけではない。実はそれよりもずっと前、1920年代末～1930年代初めのアンサルド 9トン戦車から、既に始まっていたのである。
なぜならイタリア半島北部に山岳地帯を抱え、そこでの運用を考慮して、小型軽量であることを常に求められてきたイタリア装甲車両にとって、自走砲/突撃砲（セモヴェンテ）型式は、小型軽量であることと、強力な武装・装甲を、両立させることができる、最適解であったからである。